# Oscar Jansson
Oscar Erik Jansson (Örebro, 23 dicembre 1990) è un calciatore svedese, portiere dell'Häcken.

## Carriera

### Club
Cresciuto nel Karlslunds IF e nel Tottenham, la società inglese tra il 2009 e il 2012 lo ha mandato a fare esperienza in League One, in League Two e anche in Irlanda. Quest'ultima parentesi irlandese ha convinto la dirigenza degli Shamrock Rovers a tesserarlo a parametro zero dopo che egli si era svincolato dal Tottenham. Nel 2013 è rientrato in patria per giocare nella seconda serie nazionale con l'Örebro: i bianconeri hanno ottenuto la promozione terminando il campionato di Superettan 2013 al secondo posto, vantando allo stesso tempo la miglior difesa del torneo.
Nel corso della Allsvenskan 2015, circa a metà campionato, Jansson ha perso il posto da titolare in favore di Jacob Rinne. Lo ha tuttavia riconquistato a seguito della cessione di quest'ultimo, avvenuta nell'estate del 2016: da quel momento in poi, Jansson è sempre stato titolare.
Nel settembre del 2020 il giocatore ha annunciato che non avrebbe rinnovato il contratto in scadenza a fine anno con l'Örebro, poiché desideroso di intraprendere una nuova esperienza professionale. Al termine di quella stessa stagione, è stato votato come portiere dell'anno dell'Allsvenskan 2020.
Dopo le otto stagioni trascorse con l'Örebro, nel gennaio del 2021 il trentenne Jansson ha scelto di approdare all'IFK Norrköping, squadra che aveva appena perso a parametro zero il portiere Isak Pettersson. Ha disputato tutte e trenta le gare di campionato previste dal calendario sia nel 2021, che nel 2022, che nel 2023, senza mai saltare una partita. Ha iniziato all'IFK Norrköping anche la stagione 2024, tuttavia la sua decisione di non rinnovare il contratto in scadenza a fine anno ha spinto il club a puntare su altri giocatori, escludendo Jansson dal progetto tecnico tanto da farlo diventare terzo portiere.
Il 21 agosto 2024 ha così lasciato la squadra biancoblù per firmare un accordo di breve durata con il Djurgården, dove ha lottato per un posto da titolare con l'altro portiere Jacob Rinne, anch'egli ingaggiato ad agosto. A fine 2024, il suo contratto in scadenza non è stato rinnovato.
Nel febbraio 2025 ha siglato un accordo annuale con l'Häcken, che annoverava già in rosa i portieri Andreas Linde e Peter Abrahamsson, con quest'ultimo però indisponibile per un certo periodo a causa di un'ernia del disco.

### Nazionale
Il 21 gennaio 2014, reduce da una stagione in seconda serie, Jansson è stato convocato in Nazionale per la sfida amichevole contro l'Islanda e schierato titolare nella vittoria per 2-0. Quella nazionale era composta perlopiù da giocatori militanti nei campionati scandinavi.

## Palmarès

### Club

#### Competizioni nazionali
- Coppa di Svezia: 1

Häcken: 2024-2025